# Sainte Juste et Sainte Rufine
Saintes Juste et Rufine  (1817-1818) est une huile sur toile de Francisco de Goya conservée à la cathédrale de Séville. Il représente les deux saintes, debout, en dimensions naturelles. C’est une œuvre de commande réalisée sous la supervision de Ceán Bermúdez et peu considérée dans l’œuvre du peintre.

## Contexte

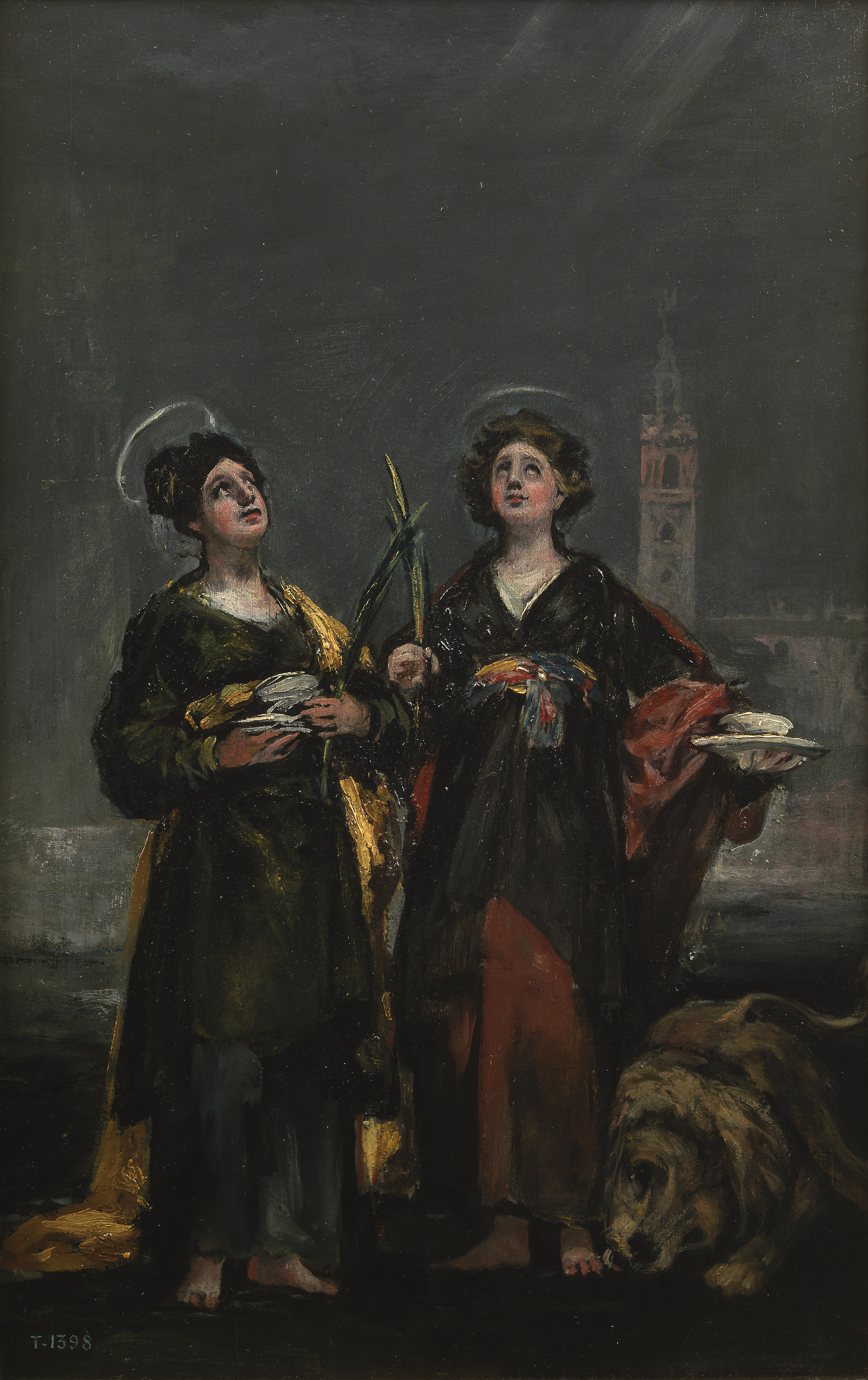
Étude conservée au Prado

En 1817, Goya avait 71 ans. Il était considéré comme Afrancesado et ses deux célèbres majas avaient venaient d’être condamnées par l’Inquisition. La majeure partie des commandes allaient à des peintres conservateurs tels que Vicente López. Ceán Bermúdez obtint cette commande pour Goya, ordonna la disposition, le thème et supervisa la réalisation jusque dans ses moindres détails. Il exigea quatre études pour cette toile qui sont conservées au musée du Prado. Il opta pour des personnages aux dimensions naturelles pour éliminer toute décoration qui aurait distrait les fidèles.
La toile fut généralement mal accueillie. D’une part les Sévillans reprochèrent de ne pas avoir fait appel à un artiste local, et répandirent diverses rumeurs, comme celle de l’utilisation de prostituées pour les modèles des deux saintes.
Les critiques d’art déconsidèrent également la toile où la marque de Ceán Bermúdez efface le style de Goya de cette époque qui vit naître les peintures noires.

## Analyse
Les deux sœurs sont représentées debout avec les attributs du martyre : les palmes, les poteries (liées à leur profession). Le lion est peint près de Sainte Rufine dans l’attitude rapportée par la légende, où, dans l’arène, la bête sauvage s’allongea au pied de la sainte et se mit à pleurer, tel un chaton.
En fond on note la tour de la Giralda indiquant la destination de l’œuvre. Les restes de la statue de la déesse détruite par les saintes figurent au premier plan.